# Copa Italia 2014-15
La Copa Italia 2014–15 fue la edición 68 del torneo. Se inició el 10 de agosto de 2014 y finalizó el 20 de mayo del 2015. La final se jugó por octavo año consecutivo en el Estadio Olímpico de Roma. En principio, la final estaba programada para celebrarse el 7 de junio, pero tuvo que adelantarse al 20 de mayo porque la Juventus de Turín llegó a la final de la Liga de Campeones de la UEFA 2014-15, prevista para el 6 de junio.
El ganador del torneo se clasificará para la UEFA Europa League, salvo que se clasifique para dicha competición o para la Liga de Campeones vía Serie A.

## Sistema de juego
El sistema de juego es el mismo de las cinco ediciones anteriores. Participan los 20 equipos de la Serie A, más los 22 de la Serie B, añadiéndose 27 equipos de la Liga Pro y 9 de la LND.

## Equipos participantes

### Serie A
| - Atalanta - Palermo - Cagliari - Cesena | - Chievo Verona - Fiorentina - Genoa - Internazionale | - Juventus - Lazio - Empoli - Milan | - Napoli - Parma - Roma - Sampdoria | - Sassuolo - Torino - Udinese - Hellas Verona |

Los equipos en negrita clasificaron automáticamente a octavos de final por haber terminado entre los 8 primeros en la Serie A 2013-14.

## Fase final
|  | Octavos de final | Octavos de final |   |        | Cuartos de final | Cuartos de final |  |          | Semifinales | Semifinales | Semifinales | Semifinales |  |       | Final | Final |
|  |                  |                  |   |        |                  |                  |  |          |             |             |             |             |  |       |       |       |
|  | Milan            | 2                |   |        |                  |                  |  |          |             |             |             |             |  |       |       |       |
|  | Sassuolo         | 1                |   |        |                  |                  |  |          |             |             |             |             |  |       |       |       |
|  | Sassuolo         | 1                |   | Milan  | 0                |                  |  |          |             |             |             |             |  |       |       |       |
|  |                  |                  |   | Milan  | 0                |                  |  |          |             |             |             |             |  |       |       |       |
|  |                  | Lazio            | 1 |        |                  |                  |  |          |             |             |             |             |  |       |       |       |
|  | Torino           | Lazio            | 1 | 1      |                  |                  |  |          |             |             |             |             |  |       |       |       |
|  | Torino           |                  |   | 1      |                  |                  |  |          |             |             |             |             |  |       |       |       |
|  | Lazio            | 3                |   |        |                  |                  |  |          |             |             |             |             |  |       |       |       |
|  | Lazio            | 3                |   |        |                  |                  |  | Lazio    | 1           | 1           |             |             |  |       |       |       |
|  |                  |                  |   |        |                  |                  |  | Lazio    | 1           | 1           |             |             |  |       |       |       |
|  |                  | Napoli           | 1 | 0      |                  |                  |  |          |             |             |             |             |  |       |       |       |
|  | Napoli (p.)      | Napoli           | 1 | 0      | 2                |                  |  |          |             |             |             |             |  |       |       |       |
|  | Napoli (p.)      |                  |   |        | 2                |                  |  |          |             |             |             |             |  |       |       |       |
|  | Udinese          | 2                |   |        |                  |                  |  |          |             |             |             |             |  |       |       |       |
|  | Udinese          | 2                |   | Napoli | 1                |                  |  |          |             |             |             |             |  |       |       |       |
|  |                  |                  |   | Napoli | 1                |                  |  |          |             |             |             |             |  |       |       |       |
|  |                  | Internazionale   | 0 |        |                  |                  |  |          |             |             |             |             |  |       |       |       |
|  | Internazionale   | Internazionale   | 0 | 2      |                  |                  |  |          |             |             |             |             |  |       |       |       |
|  | Internazionale   |                  |   | 2      |                  |                  |  |          |             |             |             |             |  |       |       |       |
|  | Sampdoria        | 0                |   |        |                  |                  |  |          |             |             |             |             |  |       |       |       |
|  | Sampdoria        | 0                |   |        |                  |                  |  |          |             |             |             |             |  | Lazio | 1     |       |
|  |                  |                  |   |        |                  |                  |  |          |             |             |             |             |  | Lazio | 1     |       |
|  |                  | Juventus (pró.)  | 2 |        |                  |                  |  |          |             |             |             |             |  |       |       |       |
|  | Parma            | Juventus (pró.)  | 2 | 2      |                  |                  |  |          |             |             |             |             |  |       |       |       |
|  | Parma            |                  |   | 2      |                  |                  |  |          |             |             |             |             |  |       |       |       |
|  | Cagliari         | 1                |   |        |                  |                  |  |          |             |             |             |             |  |       |       |       |
|  | Cagliari         | 1                |   | Parma  | 0                |                  |  |          |             |             |             |             |  |       |       |       |
|  |                  |                  |   | Parma  | 0                |                  |  |          |             |             |             |             |  |       |       |       |
|  |                  | Juventus         | 1 |        |                  |                  |  |          |             |             |             |             |  |       |       |       |
|  | Juventus         | Juventus         | 1 | 6      |                  |                  |  |          |             |             |             |             |  |       |       |       |
|  | Juventus         |                  |   | 6      |                  |                  |  |          |             |             |             |             |  |       |       |       |
|  | Hellas Verona    | 1                |   |        |                  |                  |  |          |             |             |             |             |  |       |       |       |
|  | Hellas Verona    | 1                |   |        |                  |                  |  | Juventus | 1           | 3           |             |             |  |       |       |       |
|  |                  |                  |   |        |                  |                  |  | Juventus | 1           | 3           |             |             |  |       |       |       |
|  |                  | Fiorentina       | 2 | 0      |                  |                  |  |          |             |             |             |             |  |       |       |       |
|  | Roma             | Fiorentina       | 2 | 0      | 2                |                  |  |          |             |             |             |             |  |       |       |       |
|  | Roma             |                  |   |        | 2                |                  |  |          |             |             |             |             |  |       |       |       |
|  | Empoli           | 1                |   |        |                  |                  |  |          |             |             |             |             |  |       |       |       |
|  | Empoli           | 1                |   | Roma   | 0                |                  |  |          |             |             |             |             |  |       |       |       |
|  |                  |                  |   | Roma   | 0                |                  |  |          |             |             |             |             |  |       |       |       |
|  |                  | Fiorentina       | 2 |        |                  |                  |  |          |             |             |             |             |  |       |       |       |
|  | Fiorentina       | Fiorentina       | 2 | 3      |                  |                  |  |          |             |             |             |             |  |       |       |       |
|  | Fiorentina       |                  |   | 3      |                  |                  |  |          |             |             |             |             |  |       |       |       |
|  | Atalanta         | 1                |   |        |                  |                  |  |          |             |             |             |             |  |       |       |       |

### Octavos de final
Los partidos de octavos de final se jugarán entre el 13 de enero de 2015 y el 22 de enero de 2015.

#### Milan - Sassuolo
| 13 de enero de 2015 | Milan                           | 2:1 (1:0) | Sassuolo    | San Siro, Milán          |                          |
| 21:00               | Pazzini 38' · Nigel De Jong 86' | Reporte   | Sansone 64' | Árbitro(s): Dino Tommasi | Árbitro(s): Dino Tommasi |

#### Parma - Cagliari
| 14 de enero de 2015 | Parma                     | 2:1 (1:0) | Cagliari | Estadio Ennio Tardini, Parma  |                               |
| 18:00               | Paletta 45' · Rispoli 84' | Reporte   | Sau 69'  | Árbitro(s): Angelo Cervellera | Árbitro(s): Angelo Cervellera |

#### Torino - Lazio
| 14 de enero de 2015 | Torino       | 1:3 (0:2) | Lazio                                      | Estadio Olímpico, Turín   |                           |
| 21:00               | Martínez 49' | Reporte   | Keita 13' · Klose 29' · Ledesma 57' (pen.) | Árbitro(s): Carmine Russo | Árbitro(s): Carmine Russo |

#### Juventus - Hellas Verona
| 15 de enero de 2015 | Juventus                                                                    | 6:1 (3:0) | Hellas Verona | Juventus Stadium, Turín         |                                 |
| 21:00               | Giovinco 6' 45+1' · Pereyra 21' · Pogba 53' · Morata 63' (pen.) · Coman 78' | Reporte   | Nenê 57'      | Árbitro(s): Giampaolo Calvarese | Árbitro(s): Giampaolo Calvarese |

#### Roma - Empoli
| 20 de enero de 2015 | Roma                             | 2:1 (1:1, 1:0) (t. s.) | Empoli    | Estadio Olímpico, Roma     |                            |
| 21:00               | Iturbe 5' · De Rossi 114' (pen.) | Reporte                | Verdi 80' | Árbitro(s): Marco di Bello | Árbitro(s): Marco di Bello |

#### Fiorentina - Atalanta
| 21 de enero de 2015 | Fiorentina                         | 3:1 (3:1) | Atalanta    | Estadio Artemio Franchi, Florencia |                          |
| 18:00               | Gómez 6' 28' · Cuadrado 11' (pen.) | Reporte   | Bianchi 40' | Árbitro(s): Paolo Valeri           | Árbitro(s): Paolo Valeri |

#### Inter de Milán - Sampdoria
| 21 de enero de 2015 | Inter de Milán           | 2:0 (0:0) | Sampdoria | Estadio Giuseppe Meazza, Milán |                               |
| 21:00               | Shaqiri 71' · Icardi 88' | Reporte   |           | Árbitro(s): Paolo Tagliavento  | Árbitro(s): Paolo Tagliavento |

#### Napoli - Udinese
| 22 de enero de 2015 | Napoli                                          | 2:2 (1:1, 0:0) (t. s.)(5:4 p.) | Udinese                                             | Estadio San Paolo, Nápoles |                            |
| 21:00               | Jorginho 65' (pen.) · Hamšík 99'                | Reporte                        | Théréau 58' · Kone 104'                             | Árbitro(s): Daniele Orsato | Árbitro(s): Daniele Orsato |
|                     |                                                 | Tiros desde el punto penal     |                                                     |                            |                            |
|                     | De Guzmán · Jorginho · Mesto · Hamšík · Higuaín |                                | Bruno Fernandes · Guilherme · Kone · Danilo · Allan |                            |                            |

### Cuartos de final
Los partidos de cuartos de final se jugarán entre el 27 de enero de 2015 y el 4 de febrero de 2015.

#### Milan - Lazio
| 4 de febrero de 2015 | Milan | 0:1 (0:0) | Lazio             | Estadio San Siro, Milán     |                             |
|                      |       | Reporte   | Biglia 38' (pen.) | Árbitro(s): Gianluca Rocchi | Árbitro(s): Gianluca Rocchi |

#### Parma - Juventus
| 28 de enero de 2015 | Parma | 0:1 (0:0) | Juventus   | Estadio Ennio Tardini, Parma   |                                |
|                     |       | Reporte   | Morata 89' | Árbitro(s): Sebastiano Peruzzo | Árbitro(s): Sebastiano Peruzzo |

#### Roma - Fiorentina
| 3 de febrero de 2015 | Roma | 0:2 (0:0) | Fiorentina    | Estadio Olímpico, Roma     |                            |
|                      |      | Reporte   | Gómez 65' 89' | Árbitro(s): Antonio Damato | Árbitro(s): Antonio Damato |

#### Napoli - Inter de Milán
| 4 de febrero de 2015 | Napoli        | 1:0 (0:0) | Inter de Milán | Estadio San Paolo, Nápoles |                          |
|                      | Higuaín 90+3' | Reporte   |                | Árbitro(s): Davide Massa   | Árbitro(s): Davide Massa |

### Semifinales

#### Lazio - Napoli
| 4 de marzo de 2015 | Lazio     | 1:1 (1:0) | Napoli         | Estadio Olímpico, Roma     |                            |
|                    | Klose 33' | Reporte   | Gabbiadini 58' | Árbitro(s): Antonio Damato | Árbitro(s): Antonio Damato |

| 8 de abril de 2015 | Napoli | 0:1 (0:0) (Global 1:2) | Lazio     | Estadio San Paolo, Nápoles |                            |
|                    |        | Reporte                | Lulić 79' | Árbitro(s): Daniele Orsato | Árbitro(s): Daniele Orsato |

#### Juventus - Fiorentina
| 5 de marzo de 2015 | Juventus     | 1:2 (1:1) | Fiorentina    | Juventus Stadium, Turín  |                          |
|                    | Llorente 24' | Reporte   | Salah 11' 56' | Árbitro(s): Paolo Valeri | Árbitro(s): Paolo Valeri |

| 7 de abril de 2015 | Fiorentina | 0:3 (0:2) (Global 2:4) | Juventus                              | Estadio Artemio Franchi, Florencia |                          |
|                    |            | Reporte                | Matri 21' · Pereyra 44' · Bonucci 59' | Árbitro(s): Davide Massa           | Árbitro(s): Davide Massa |

### Final
| 30         | POR        | Marco Storari        |      |
| 3          | DEF        | Giorgio Chiellini    |      |
| 15         | DEF        | Andrea Barzagli      |      |
| 19         | DEF        | Leonardo Bonucci     |      |
| 26         | DEF        | Stephan Lichtsteiner | 115' |
| 21         | MED        | Andrea Pirlo         |      |
| 6          | MED        | Paul Pogba           | 77'  |
| 23         | MED        | Arturo Vidal         |      |
| 33         | MED        | Patrice Evra         |      |
| 10         | DEL        | Carlos Tévez         |      |
| 14         | DEL        | Fernando Llorente    | 84'  |
| Entrenador | Entrenador | Massimiliano Allegri |      |

| 1          | POR        | Etrit Berisha       |      |
| 3          | DEF        | Stefan De Vrij      | 106' |
| 18         | DEF        | Santiago Gentiletti |      |
| 26         | DEF        | Ştefan Radu         | 71'  |
| 8          | DEF        | Dušan Basta         |      |
| 16         | MED        | Marco Parolo        |      |
| 19         | MED        | Senad Lulić         |      |
| 32         | MED        | Danilo Cataldi      |      |
| 87         | MED        | Antonio Candreva    |      |
| 7          | DEL        | Felipe Anderson     |      |
| 11         | DEL        | Miroslav Klose      | 83'  |
| Entrenador | Entrenador | Stefano Pioli       |      |

| 37 | MED | Roberto Pereyra  | 77'  |
| 32 | DEL | Alessandro Matri | 84'  |
| 20 | MED | Simone Padoin    | 115' |

| 33 | DEF | Maurício         | 71'  |
| 9  | DEL | Filip Đorđević   | 83'  |
| 14 | DEL | Keita Baldé Diao | 106' |

| Anotado | 11' | Giorgio Chiellini | 1–1 |
| Anotado | 97' | Alessandro Matri  | 2–1 |

| Anotado | 4' | Ştefan Radu | 0–1 |

| Árbitro             | Daniele Orsato    |
| Árbitros asistentes | Renato Faverani   |
| Árbitros asistentes | Andrea Stefani    |
| Cuarto árbitro      | Paolo Tagliavento |

| 30         | POR        | Marco Storari        |      |
| 3          | DEF        | Giorgio Chiellini    |      |
| 15         | DEF        | Andrea Barzagli      |      |
| 19         | DEF        | Leonardo Bonucci     |      |
| 26         | DEF        | Stephan Lichtsteiner | 115' |
| 21         | MED        | Andrea Pirlo         |      |
| 6          | MED        | Paul Pogba           | 77'  |
| 23         | MED        | Arturo Vidal         |      |
| 33         | MED        | Patrice Evra         |      |
| 10         | DEL        | Carlos Tévez         |      |
| 14         | DEL        | Fernando Llorente    | 84'  |
| Entrenador | Entrenador | Massimiliano Allegri |      |

| 1          | POR        | Etrit Berisha       |      |
| 3          | DEF        | Stefan De Vrij      | 106' |
| 18         | DEF        | Santiago Gentiletti |      |
| 26         | DEF        | Ştefan Radu         | 71'  |
| 8          | DEF        | Dušan Basta         |      |
| 16         | MED        | Marco Parolo        |      |
| 19         | MED        | Senad Lulić         |      |
| 32         | MED        | Danilo Cataldi      |      |
| 87         | MED        | Antonio Candreva    |      |
| 7          | DEL        | Felipe Anderson     |      |
| 11         | DEL        | Miroslav Klose      | 83'  |
| Entrenador | Entrenador | Stefano Pioli       |      |

| 37 | MED | Roberto Pereyra  | 77'  |
| 32 | DEL | Alessandro Matri | 84'  |
| 20 | MED | Simone Padoin    | 115' |

| 33 | DEF | Maurício         | 71'  |
| 9  | DEL | Filip Đorđević   | 83'  |
| 14 | DEL | Keita Baldé Diao | 106' |

| Anotado | 11' | Giorgio Chiellini | 1–1 |
| Anotado | 97' | Alessandro Matri  | 2–1 |

| Anotado | 4' | Ştefan Radu | 0–1 |

| Árbitro             | Daniele Orsato    |
| Árbitros asistentes | Renato Faverani   |
| Árbitros asistentes | Andrea Stefani    |
| Cuarto árbitro      | Paolo Tagliavento |

|             |
|             |
| Campeón     |
| Juventus    |
| 10.º título |